# Львівські підземелля
Львів приваблює туристів своїми парками, безліччю архітектурних пам'яток, своїми традиціями, пишнотою святкувань тощо. Але не менш цікавими є підземні споруди. Вони менш відомі, лише нещодавно деякі з них привернули увагу. 
За підрахунками дослідників, загальна протяжність усіх підземних комунікацій під Львовом сягає близько 100 км[джерело?]. Існують проекти об'єднання підземель в суцільні туристичні маршрути[джерело?]. Так протяжність першого із запланованих має бути 800 м.

## Підземелля Аптеки-музею

Аптека-музей — це найстаріша аптека в Україні, а також тематичний Музей фармації. Експозиція музею охоплює ряд кімнат, внутрішній дворик та підземні приміщення, де можна побачити макети давніх аптекарів в процесі роботи, приміщення для зберігання вин з величезними бочками та почути ряд цікавих історій.

## Кавові підземелля
За легендою, кава у Львові — ні що інше, як корисна копалина, яку видобувають так само, як вугілля чи торф. В підвальних приміщеннях власники кав'ярні створили унікальну атракцію — єдину в Україні кавову шахту із унікальним нетрадиційним львівським способом видобування кави. На відміну від Бразилії, де кавові зерна ростуть на деревах, кава у Львові знаходиться глибоко в землі. Для видобування цієї кави в підвалах будинку сконструйовано шахтні елеватори, прокладено залізничні рейки, по яких вагонетки транспортують каву до спеціальних жорен, де її розмолюють.

## Підземелля Домініканського монастиря

Вчені припускають, що підземелля під Домініканським монастирем — залишки палацу князя Лева, який було закладено у 1270 р. Монастир домініканів на цьому місці заснували ще у XIII ст. У 1748—1764 роках спорудили за проектом військового інженера, генерала артилерії Яна де Вітта костел у стилі пізнього бароко. У 1559 році розігралися небувалі події. Навколо споруди і в середині розпочалась справжня війна. Все це дійство було спричинене нареченою, Гальшкою Острозькою. Вона ховалась за стінами костелу від Лукаша Гурки (буського старости), який вважав, що вона його наречена — найбагатша спадкоємиця престолу Речі Посполитої. Протягом воєнних баталій усю торгівлю у Львові було призупинено. Король був просто розлючений такими діями і наказав припинити війну. Водотік, який вів до монастиря, було перерізано. Відтак і закінчилась облога. Врешті-решт Гальшку було видано заміж за Лукаша.

## Підземелля Оперного театру
Раніше на місці нинішнього проспекту Свободи протікала річка — Полтва. Щоправда в XIX столітті її було закопано під землю і закуто у колектор, де досьогодні вона протікає. А Опера стоїть майже на ній, на місці, де проходило колишнє русло. І в цих підземеллях ви почуєте про історію спорудження театру на річці, його подальшу долю, а також зможете побачити і саму Полтву, яка і зараз протікає під Львовом.

## Підземелля костелу Єзуїтів
Найбільш розгалужені та найдовші підземелля Львова, які знаходяться під сучасним Гарнізонним храмом свв. апп. Петра і Павла, ведуть свою історію ще з ХІ-ХІІ ст. Згодом, коли постало місто, на цьому місці збудували житлові будинки на основі яких, протягом 1610-1630 рр. було побудовано храм. Підземелля є дворівневі. Основне використання - крипта (місце для поховань померлих). Однак, останні дослідження показують, що, ймовірно, на першому ярусі, в деяких місцях, могла знаходитись система обігрівання храму. На сьогоднішній день, для огляду відкрито близько 30-35% від загалу, а також частина приміщень під колишньою єзуїтською колегію. З вересня 2016 р., в експозиції присутні макети вигляду Львова у XIII, XV та XVIII ст. Крім цього, в одній зал наявний алебастровий саркофаг архієпископа М. Вижицького, який частково пошкоджений. Всупереч існуючим байкам, труну вельможі було надщерблено штучно, ймовірно при першому дослідженні у кін. 90-х рр. На даний час, підземелля активно розвивається, ведуть дослідження з історії цього об'єкту. Крімцього, протягом 2018 р. буде модернізована експозиція, у відповідності до вимог сьогодення, а також відкрито нові зали.

## Преображенська церква
Найбільші за розміром підземелля у Львові розташовані під Преображенською церквою (вул. Краківська, 21). На місці храму колись був костел ордену тринітаріїв, підземелля якого датуються початком XVIII ст. Орден займався викупом християн із неволі в ісламських країнах. За часів тринітаріїв тут робили поховання, які до сьогодні не збереглися. Під вівтарем Преображенської церкви є підземелля, які, як і сам храм датуються XIX ст.

## Підземелля монастиря бернардинів
Ще одним цікавим об'єктом є підземелля монастиря бернардинів. Для огляду доступна лише невеличка частина — та, де розташований Музей ідей (вул. Валова, 18а). Зараз у цих підземеллях діють два музеї: українського модерного мистецтва та гутного скла. Решта підземель або не вціліли, або нерозчищені.

## Підземні зали музею зброї «Арсенал»
У XVIII столітті в підвалах львівського міського арсеналу тримали полонених українських козаків і гайдамаків. В одному з казематів знаходилася камера тортур і помешкання міського ката. Тепер у підземеллі розміщена "Реберня" і на згадку про гайдамак відвідувачі ласують смаженими ребрами. Смачного.

## Підземні ходи та приміщення під Цитаделлю
Ці підземелля належать уже до новітніх часів — XIX ст. Однак їх точного плану немає. Та, судячи із численних вентиляційних колодязів, гори Каліча і Вроновських, на яких збудовано Цитадель, повинні бути нашпиговані підземними порожнинами, як кругляк голландського сиру дірками. За радянських часів навіть ширилися чутки, що у разі війни під Цитадель мали бути перенесені центральний телеграф та пошта. Ті львів'яни, яким за обов'язком служби довелося побувати у підземеллях Цитаделі твердили, що там знаходиться ціле підземне місто. На жаль, і австрійські, і російські військові архіви ще й досі вважають інформацію про підземелля Цитаделі секретною. Це єдине львівське бомбосховище, що підтримується в придатному стані донині.

## Лощина

Схема

Колишній військовий об'єкт, розташований під спорткомплексом СКА, колись це був командний пункт зв'язку. Знаходиться на глибині 35 м. Перш ніж потрапити всередину із забрудненого середовища, людина повинна була пройти через душ, для цього було відведено певні кімнати. На жаль, зараз від ліфта, який колись вів вгору, залишилася тільки сама кабіна, трос обрізали шукачі металу.

## Під колишнім Будинком побуту
На вулиці Чорновола, відразу під колишнім Будинком побуту, розташовано бомбосховище. Невідомо, для кого його колись влаштували, але стіни сховища — забарвлені, на них навіть висіли бра. Підлогу викладено плиткою. Від часу і вологості усе це почорніло і злущилося.

## Колектор «Південно-західний»
Колектор тунельного типу, прокладений на глибині 30 м. Розміри тунелю настільки великі, що припускається, нібито тунель будували військові, щоб перевозити техніку. Досліджувати цей колектор украй небезпечно, оскільки спускатися в нього потрібно на мотузці, бо усі прокладені системи давно прогнили. В результаті одного раптового потужного дощового зливу води колектор в секунду може наповнитися водою. У колекторі можлива наявність газів, тому частину підземель відвідувати не наважуються.

## Криївка

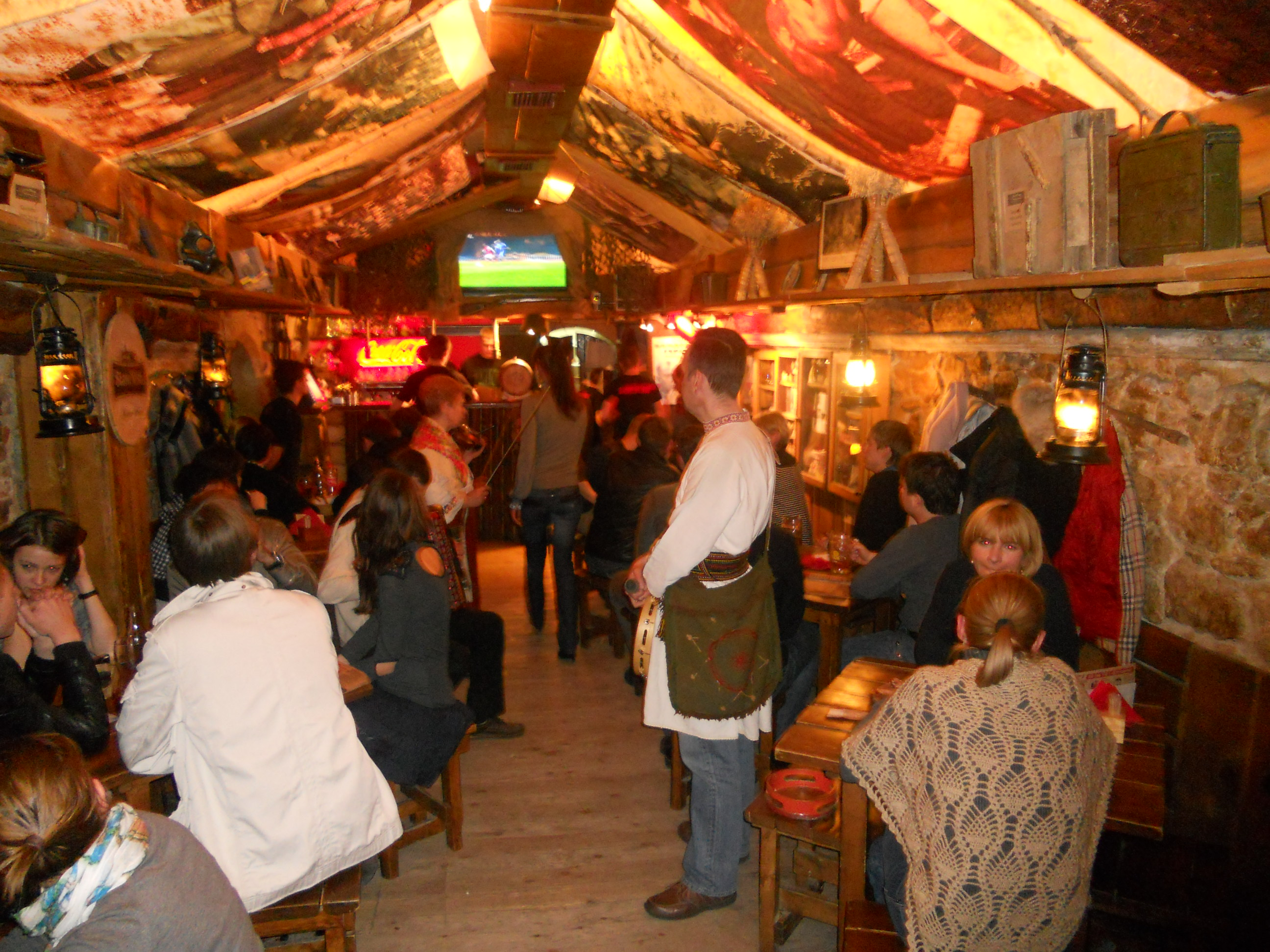

«Криївка» — тематичний ресторан-кнайпа, де в підземних приміщеннях розповідається про історію боротьби Української повстанської армії. Військова амуніція на стінах, портрети вояків, оригінальний посуд допомагають зануритися в часи, коли українські повстанці жили у підземеллях та воювали проти загарбників.
Під містом існує ціла мережа підземель, кожне з яких наповнене якимось своїми історіями, розповідями чи легендами. Підземелля Львова не є суцільною мережею, як більшість часто собі це уявляє. В основному — це, в першу чергу, підвали, які використовувалися як склади продуктів і іншого, але до цього додається ряд технічних комунікацій, та приміщень, які на ранніх етапах слугували першим поверхом, але внаслідок змін рельєфу сьогодні опинилися нижче рівня землі.

### Ресурси Інтернету
- Екскурсія по підземеллях Львова. Безліч фотографій
- Екскурсія підземними приміщеннями Львова [Архівовано 4 грудня 2016 у Wayback Machine.]
- Топ-5 підземель старого Львова [Архівовано 19 жовтня 2016 у Wayback Machine.]

### Відео Підземелля Львова
- Підземелля Львова